# Henry Pettersson
Ska ej blandas ihop med Henrik Pettersson.
Henry Georg Pettersson, född 11 maj 1919 i Västerås, död 25 januari 2016 i Västerås, var en svensk kanotist vars största meriter är en guldmedalj från 1950 års världsmästerskap i Köpenhamn i grenen K4 1 000 m tillsammans med Einar Pihl, Hans Eriksson och Berndt Haeppling samt en silvermedalj i K2 500 m i par med Berndt Haeppling. Henry Pettersson representerade Västerås kanotförening.